# Euxesta tepocae
Euxesta tepocae är en tvåvingeart som först beskrevs av Cole 1923.  Euxesta tepocae ingår i släktet Euxesta och familjen fläckflugor. Inga underarter finns listade i Catalogue of Life.